# Tractat de Gisors (1158)
El tractat de Gisors de 1158 fou un acord signat el 31 d'agost de 1158 entre Enric II d'Anglaterra Plantagenet i Lluís VII de França el Jove pel qual es va establir el matrimoni d'Enric el Jove amb Margarida de França, tots dos encara infants. El tractat estipulava que Margarida aportaria en dot Gisors, Neaufles i el Vexin normand. Els templers van esdevenir guardians de Gisors fins a 1161.